# Belokataysky (huyện)
Huyện Belokataysky (tiếng Nga: ? райо́н) là một huyện hành chính tự quản (raion), của Bashkortostan, Nga. Huyện có diện tích 3162 km². Trung tâm của huyện đóng ở Novobelokatay.